# Lista wyborcza
Lista wyborcza – określenie listy kandydatów danej partii, startujących w wyborach w danym okręgu wyborczym, kolejno numerowanej podczas losowania w Państwowej Komisji Wyborczej (PKW).
W pierwszej kolejności PKW określa numery list dla komitetów, które zarejestrowały listy w więcej niż jednym okręgu wyborczym. W drugiej kolejności PKW losuje numery dla komitetów wyborczych, które zarejestrowały listy nie we wszystkich, ale w więcej niż jednym okręgu.